# Aethionema lycium
Aethionema lycium är en korsblommig växtart som beskrevs av I.A. Andersson och Al. Aethionema lycium ingår i släktet Aethionema och familjen korsblommiga växter. Inga underarter finns listade i Catalogue of Life.